# Сузана Ћирић
Сузана Ћирић (Инђија, 12. јул 1969) бивша је југословенска и српска атлетска репрезентативка, која се такмичила у трчању на дуге стазе од 5.000 метара па до маратона. У једном периоду била је рекордерка Југославије и Србије.
Сузана Ћирић је двострука учесница Летњих олимпијских игара 1992. у Барселони и 1996. у Атланти. И на светским првенствима је учествовала два пута. 1991. у Токију и 1993. у Штутгарту. Највеће успехе постигла је на универзијадама у Шефилду (1991) и Бафалу (1993) где је у тркама на 10.000 метара освојила две сребрне медаље. Вишестука је државна и балканска првакиња у више дисциплина.
Од завршетка каријере 2000. године отишла је у Немачку, где и данас живи. Удата је и има две кћерке.